# Hogna duala
Hogna duala är en spindelart som beskrevs av Roewer 1959. Hogna duala ingår i släktet Hogna och familjen vargspindlar.
Artens utbredningsområde är Kamerun. Inga underarter finns listade i Catalogue of Life.